# Dicorynia paraensis
Dicorynia paraensis är en ärtväxtart som beskrevs av George Bentham. Dicorynia paraensis ingår i släktet Dicorynia och familjen ärtväxter.

## Underarter
Arten delas in i följande underarter:
- D. p. breviflora
- D. p. floribunda
- D. p. ingens
- D. p. macrophylla
- D. p. paraensis
- D. p. uaupensis